# Magomied Bibułatow
Magomied Bibułatow, ros. Магомед Бибулатов (ur. 22 sierpnia 1988 w Groznym, Czeczeńsko-Inguska ASRR) – rosyjski zawodnik mieszanych sztuk walki (MMA) narodowości czeczeńskiej walczący w kategorii muszej oraz koguciej. Walczył dla takich organizacji jak: UFC, WSOF. Jest on byłym mistrzem WSOF w wadze muszej. Były mistrz ACA w wadze koguciej.

## Osiągnięcia

### Mieszane sztuki walki
- 2014: Zwycięzca ACB Grand Prix w wadze koguciej
- 2015: Mistrz WSOF w wadze muszej
- 2016: Zwycięzca WFCA Grand Prix w wadze muszej
- 2021-2022: Mistrz ACA w wadze koguciej